# Campionato mondiale maschile di pallamano 1970
Il campionato mondiale maschile di pallamano 1970 si è svolto dal 26 febbraio all'8 marzo 1970 in Francia.
Il torneo è stato vinto dalla nazionale romena.

## Nazionali partecipanti
- Svezia
- Germania Est
- Unione Sovietica
- Norvegia
- Cecoslovacchia
- Jugoslavia
- Giappone
- Stati Uniti
- Germania Ovest
- Romania
- Francia
- Svizzera
- Ungheria
- Danimarca
- Islanda
- Polonia

## Podio
| Pos. | Squadra      |
| ---- | ------------ |
| 1°   | Romania      |
| 2°   | Germania Est |
| 3°   | Jugoslavia   |